# ヴァシーリー・アンドレエヴィチ・ドルゴルーコフ

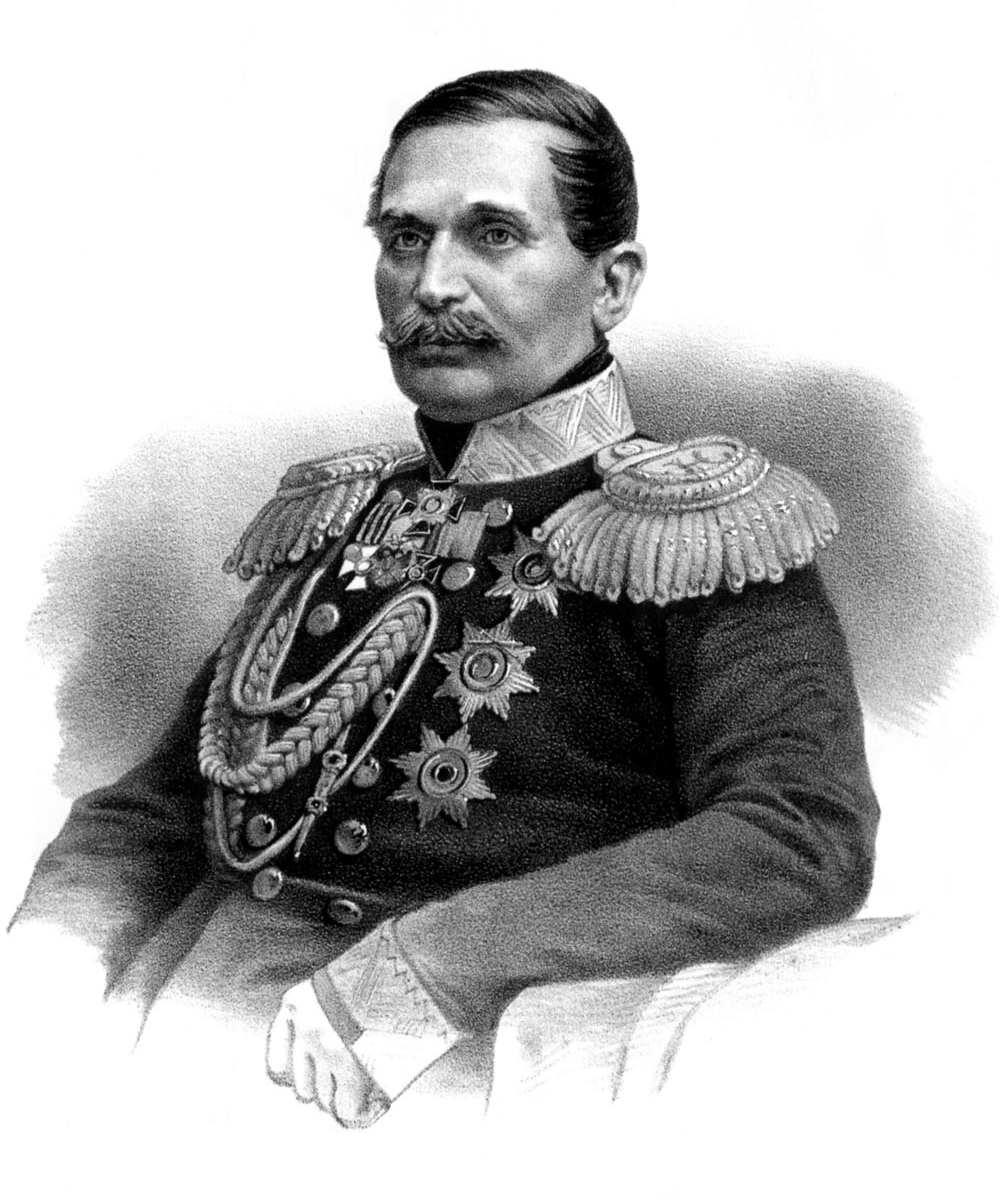
V・A・ドルゴルーコフ公

ヴァーシリー・アンドレーエヴィチ・ドルゴルーコフ公またはドルゴルーキー公（ロシア語: Василий Андреевич Долгоруков / Vasilii Andreevich Dolgorukov,1804年 - 1868年）は、帝政ロシアの軍人、政治家。名門貴族ドルゴルーコフ家の出身。1852年から1856年まで陸軍大臣。1856年ロシア帝国陸軍騎兵大将となり、1866年まで10年間にわたって、憲兵隊長兼皇帝官房第三部長官を務めた。